# Cneu Árrio Áugure
Cneu Árrio Áugure (em latim: Gnaeus Arrius Augur) foi um senador romano eleito cônsul em 121 com Marco Ânio Vero. É possível que Cneu Árrio Antonino, cônsul sufecto em 97, tenha sido seu tio. 